# Redl
Rakouské (bavorské), maďarské a české příjmení Redl (přechýleně Redlová, maďar. Rédl (Rédlová)):
- Alfred (Viktor) Redl (1864, Lemberg (Lvov) – 1913, Vídeň), rakouský důstojník
  - Plukovník Redl, německo-rakousko-maďarský film (1985, režie István Szabó)
- Christian Redl (* 1948), německý herec a hudebník
- Johann Redl (1832–1902), rakouský politik, poslanec Říšské rady
- Josef Redl
- Lucie Redlová (* 1980), česká zpěvačka a skladatelka
- Michal Redl, podnikatel
- Vlasta Redl (* 1959, Nový Jičín), moravský zpěvák, skladatel a multiinstrumentalista
- Zdena Frýbová, alias: Zdena Redlová (1934, Praha – 2010, Praha), česká spisovatelka a novinářka
- Rédl, kriminální minisérie režiséra Jana Hřebejka z roku 2018